# More Adventurous
More Adventurous è il terzo album in studio del gruppo musicale statunitense Rilo Kiley, pubblicato nel 2004.

## Tracce
1. It's a Hit – 4:28
2. Does He Love You? – 5:14
3. Portions for Foxes – 4:45
4. Ripchord – 2:09
5. I Never – 4:33
6. The Absence of God – 3:55
7. Accidntel Deth – 4:26
8. More Adventurous – 3:27
9. Love and War (11/11/46) – 3:36
10. A Man/Me/Then Jim – 5:24
11. It Just Is – 2:26

## Formazione
- Jenny Lewis – voce, tastiera, chitarra
- Blake Sennett – chitarra, tastiera, voce
- Pierre de Reeder – basso, chitarra, cori
- Jason Boesel – batteria, percussioni